# 和平之后圣殿主教座堂
和平之后圣殿主教座堂（英语：Cathedral Basilica of Our Lady of Peace；法语：Cathédrale de Notre Dame de la Paix）是天主教檀香山教区的主教座堂，位于夏威夷檀香山市中心。檀香山教区另有一座圣德肋撒共主教座堂。
2014年5月10日达米盎神父瞻礼，该堂升格为宗座圣殿，称为和平之后圣殿主教座堂。2014年10月11日，达米盎神父封圣5周年之际，举行了开堂弥撒。
该堂建于19世纪，于1843年8月15日祝圣，为夏威夷群岛代牧区的主教座堂。该堂据说是美国连续使用最古老的主教座堂，以及1864年达米盎神父晋铎的地点。因此，和平之后圣殿主教座堂于1972年列入国家史迹名录。虽然更为古老，但是天主教巴尔的摩总教区的圣母升天国家朝圣地圣殿在其历史上大部分时间是一座共主教座堂，而天主教新奥尔良总教区的圣路易主教座堂曾关闭很长时间。

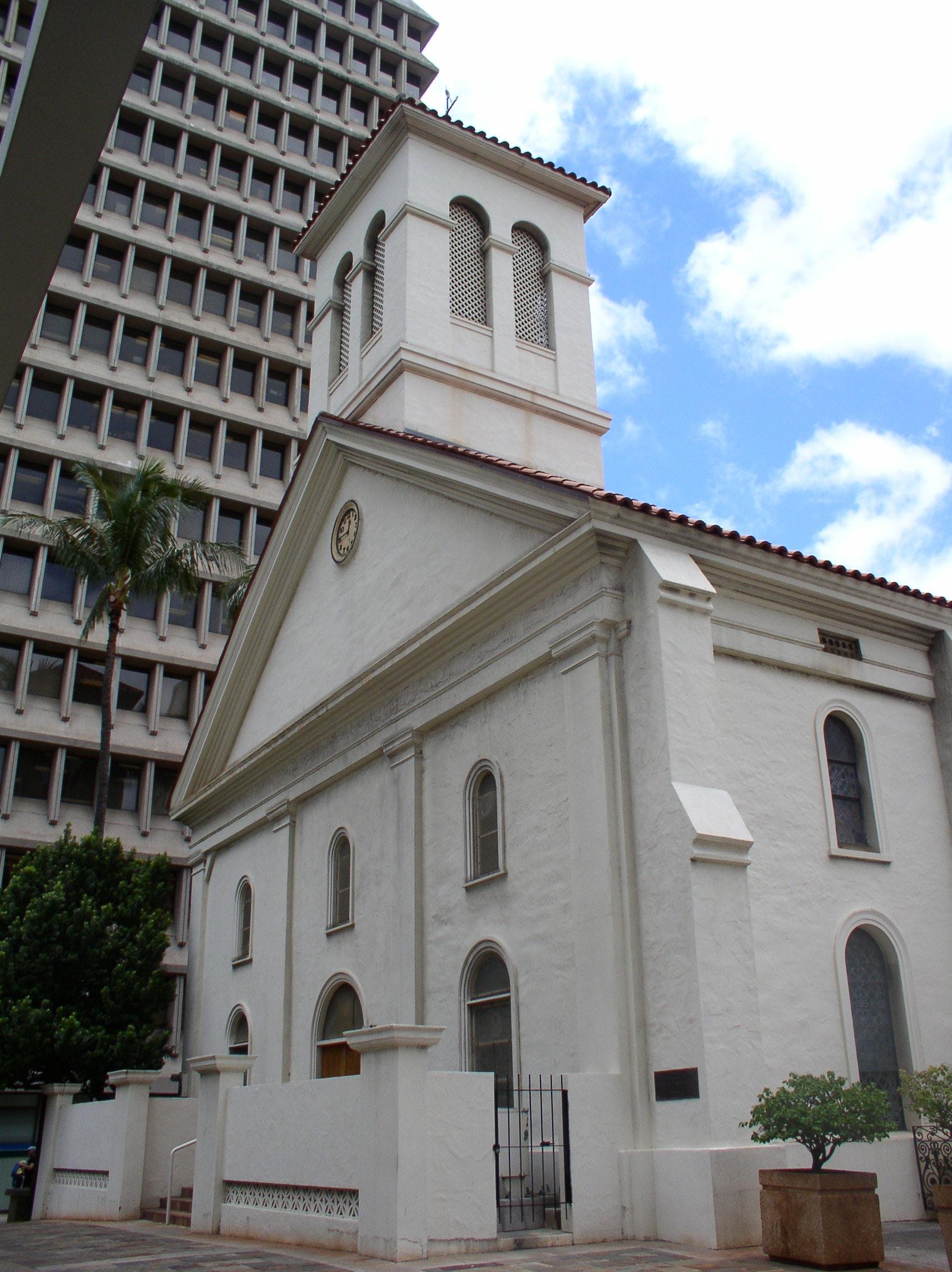
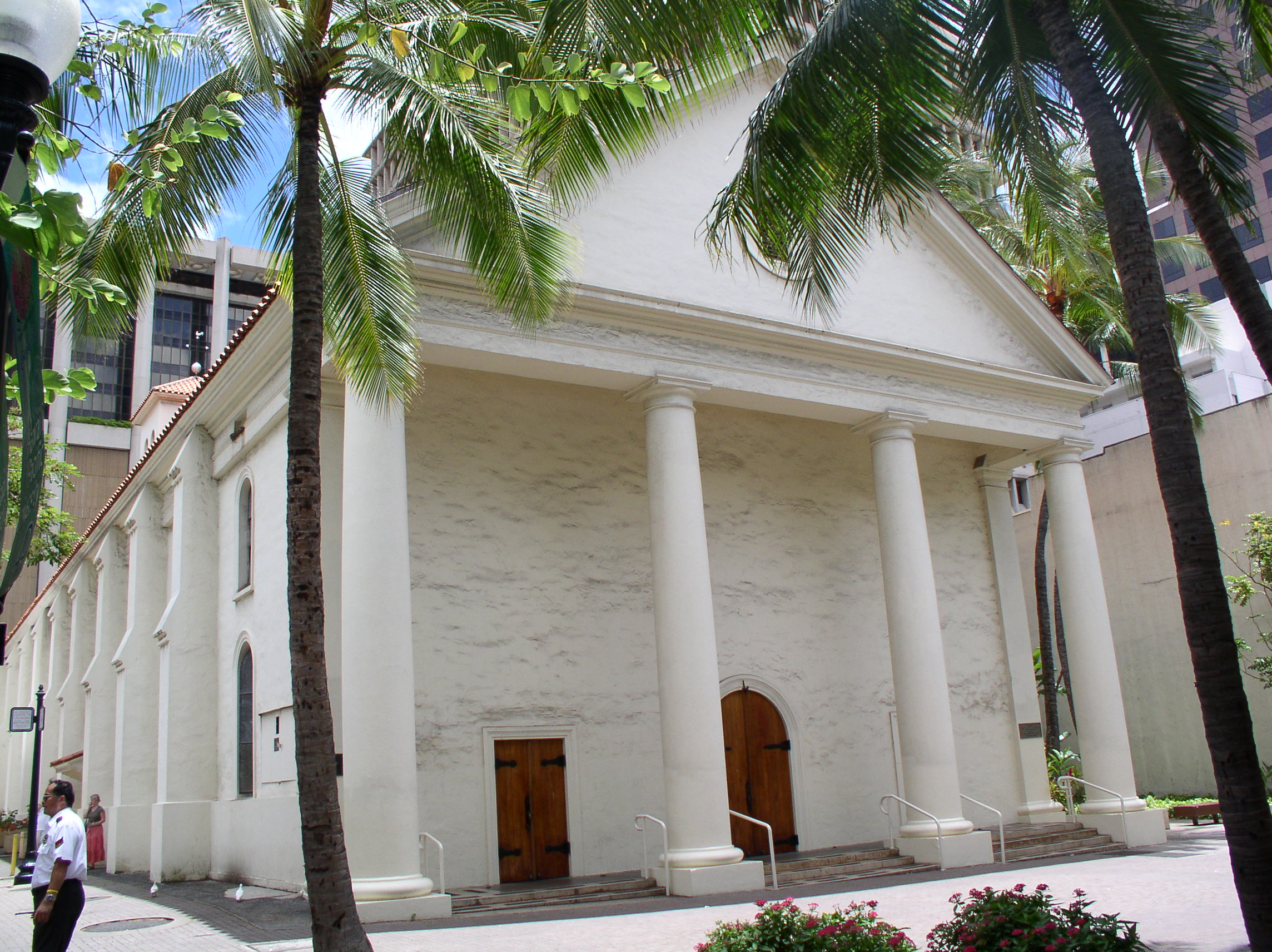
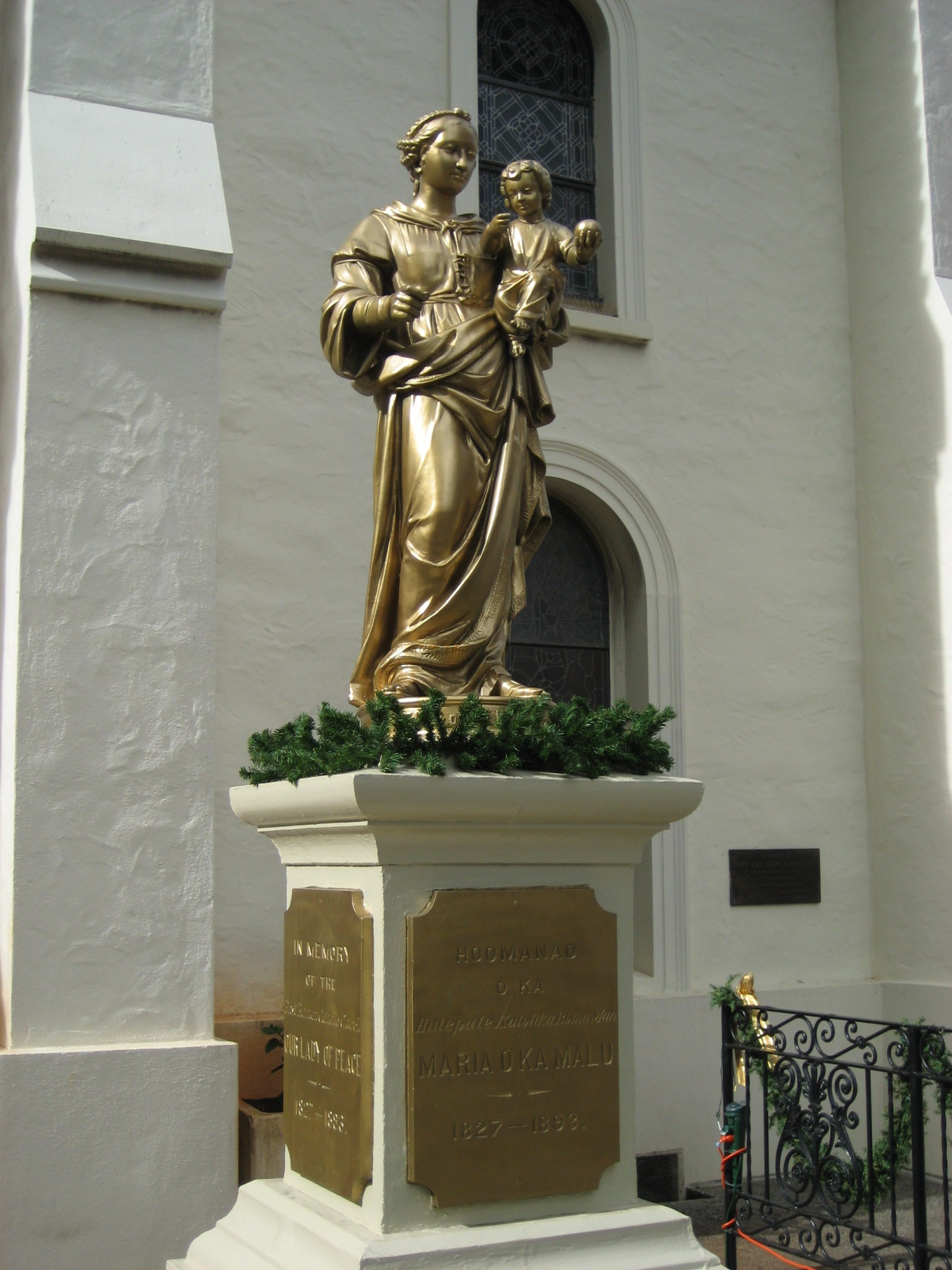
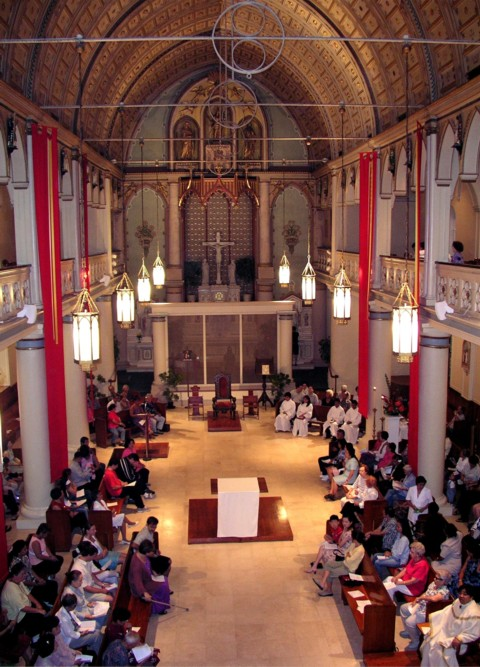